# گرمبوف، استان پودکارپاتسکیه
گِـرِمبوف (به لاتین: Grębów؛ تلفظ لهستانی: [ˈɡrɛmbuf]) یک منطقهٔ مسکونی در لهستان است که در گمینا گرنبوو واقع شده‌است.
گرمبوف ۳٬۰۰۰ نفر جمعیت دارد.